# Ordre de bataille lors de la bataille de Sarrebruck
Ce qui suit est l'ordre de bataille des forces militaires en présence lors de la Bataille de Sarrebruck (1870), qui eut lieu le 2 août 1870 au début de la Guerre franco-prussienne. 

## Empire français
2e corps d'armée
Le 2e corps de l'armée du Rhin est sous les ordres du général Frossard et comprend 1 119 officiers et 27 548 sous-officiers et soldats. 
- 1re division sous les ordres du général Charles Nicolas Vergé 298 officiers et 7 496 sous-officiers et soldats.
  - 1re brigade - général Charles Letellier-Valazé
    - 3e bataillon de chasseurs à pied 452 hommes
    - 32e régiment d'infanterie de ligne 1 708 hommes
    - 55e régiment d'infanterie de ligne 1 887 hommes

  - 2e brigade - général Charles-Jean Jolivet
    - 76e régiment d'infanterie de ligne 1 548 hommes
    - 77e régiment d'infanterie de ligne 1 590 hommes

  - Artillerie
    - 2 batteries de 4 et une de mitrailleuses du 5e régiment d'artillerie

  - Génie
    - 1 compagnie de sapeurs du 3e régiment du génie

  - Train des équipages
    - 1 compagnie du 2e régiment du train

- 2e division sous les ordres du général Bataille 306 officiers et 8 363 sous-officiers et soldats.
  - 1re brigade - général Pouget
    - 12e bataillon de chasseurs à pied 666 hommes
    - 8e régiment d'infanterie de ligne 1 887 hommes
    - 23e régiment d'infanterie de ligne 1632 hommes

  - 2e brigade - général Jacques Alexandre Jules Fauvart-Bastoul
    - 66e régiment d'infanterie de ligne 1 530 hommes
    - 67e régiment d'infanterie de ligne 2 208 hommes

  - Artillerie
    - 2 batteries de 4 et une de mitrailleuses du 5e régiment d'artillerie

  - Génie
    - 1 compagnie de sapeurs du 3e régiment du génie

- 3e division sous les ordres du général Merle de La Brugière de Laveaucoupet 294 officiers et 8 307 sous-officiers et soldats.
  - 1re brigade - général Augustin Alexis Doëns
    - 10e bataillon de chasseurs à pied 840 hommes
    - 2e régiment d'infanterie de ligne 1 429 hommes
    - 63e régiment d'infanterie de ligne 1 900 hommes

  - 2e brigade - général Charles Micheler
    - 24e régiment d'infanterie de ligne 2 154 hommes
    - 40e régiment d'infanterie de ligne 1 608 hommes

  - Artillerie
    - 2 batteries de 4 et une de mitrailleuses du 5e régiment d'artillerie

  - Génie
    - 1 compagnie de sapeurs du 3e régiment du génie

- Division de cavalerie sous les ordres du général Claude Marie Hyacinthe Marmier[1] 178 officiers et 2 272 sous-officiers et cavaliers.
  - 1re brigade - général Paul de Valabrègue
    - 4e régiment de chasseurs à cheval 669 cavaliers
    - 5e régiment de chasseurs à cheval 689 cavaliers

  - 2e brigade - général Joseph Bachelier
    - 7e régiment de dragons 501 cavaliers
    - 12e régiment de dragons 525 cavaliers

- Artillerie - colonel Charles Beaudoin - et génie de réserve 
  - 2 batteries de 12 du 5e régiment d'artillerie
  - 2 batteries de 4 (montées) du 15e régiment d'artillerie
  - 2 batteries de 4 (à cheval) du 17e régiment d'artillerie à cheval
- Génie
  - 1 compagnie de pontonniers
  - Sapeurs-conducteurs du 1er régiment du génie
  - Sapeurs-conducteurs du 3e régiment du génie
  - 1 compagnie de sapeurs du 3e régiment du génie

## Royaume de Prusse
Ire Armée
sous les ordres du général d'infanterie Karl Friedrich von Steinmetz
VIIIe Corps
sous les ordres du général d'infanterie August Karl von Goeben
- 16e division d'infanterie[2] sous les ordres du général-lieutenant Albert von Barnekow
  - 31e brigade d'infanterie - général-major Bruno Neidhardt von Gneisenau
    - 29e régiment d'infanterie
    - 69e régiment d'infanterie

  - 32e brigade d'infanterie - colonel Rudolf von Rex (de)
    - 40e régiment de fusiliers à 3 bataillons
    - 72e régiment d'infanterie (de)

  - 9e régiment de hussards (4 escadrons)
  - 1 batterie légère du 8e régiment d'artillerie de campagne (6 canons de 4)
  - 1 batterie lourde du 8e régiment d'artillerie de campagne (6 canons de 6)